# 灵隐街道
灵隐街道是中华人民共和国浙江省杭州市西湖区下辖的一个街道办事处。辖区面积16平方公里，总人口约5.6万人。街道办事处驻外东山弄71号。辖区内有浙江大学玉泉校区、黄龙体育中心、解放军117医院、杭州植物园等单位。

## 行政区划
灵隐街道辖10个社区：
一一七社区、曙光社区、东山弄社区、玉泉社区、浙大求是社区、庆丰社区和黄龙社区。

## 图片
- 杭州海关大楼
- 浙江大学玉泉校区